# Водопады Азербайджана
Водопады Азербайджана — водопады, расположенные на территории Азербайджанской Республики. К основным водопадам относятся «семь Красавиц», Афурджа, Катехчай, Такдам, Пазмари, Мамырлы, Галабин, Каскад Абдал, Рам-Рама.

## Водопады Азербайджана

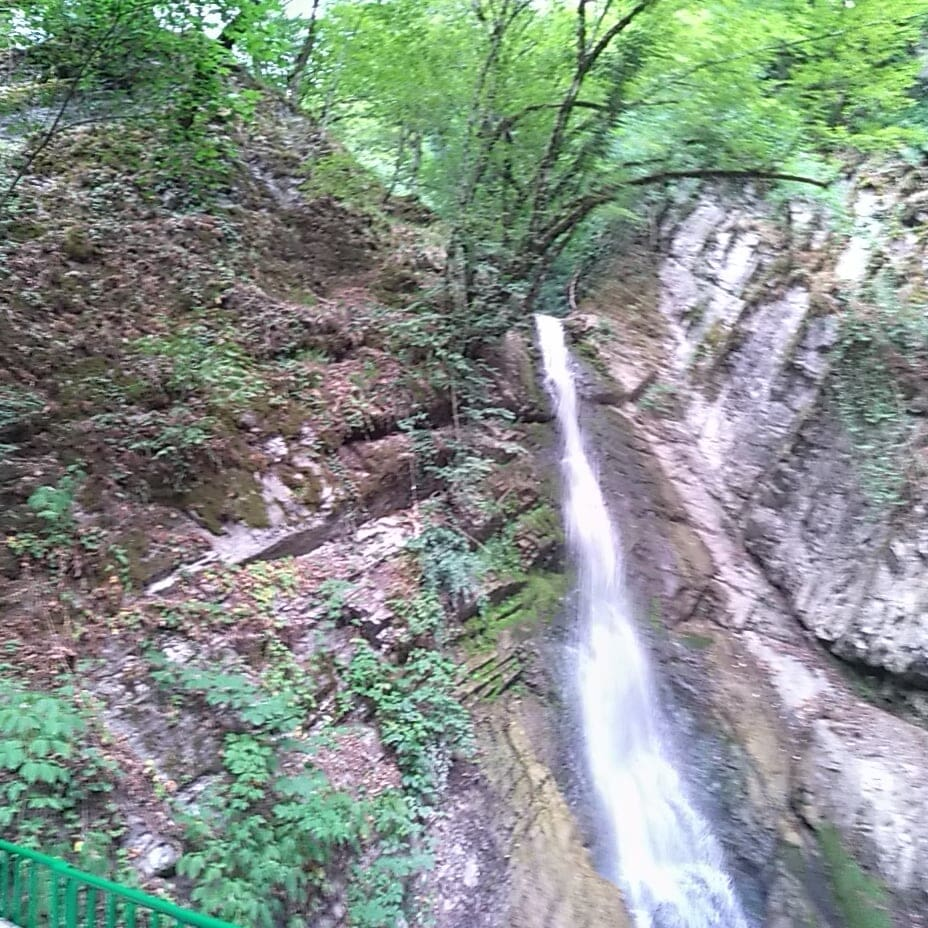
Водопад Семь Красавиц

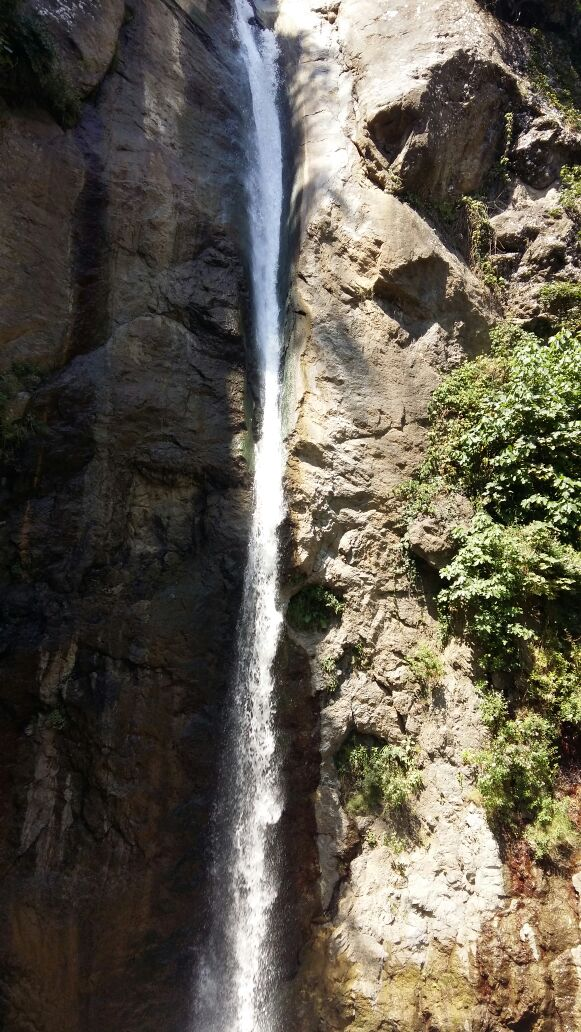
Водопад Галабин.

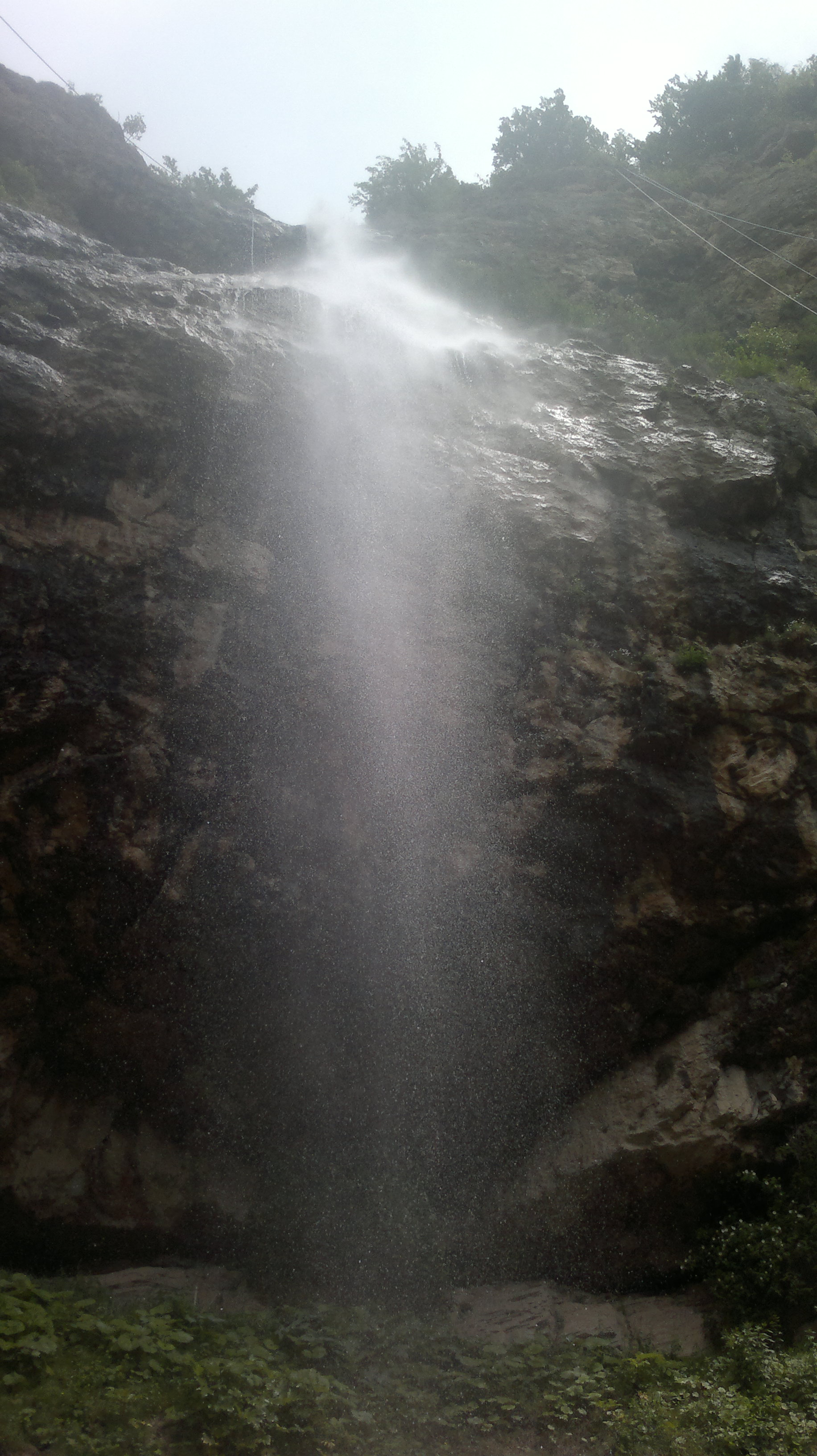
Водопад Афурджа

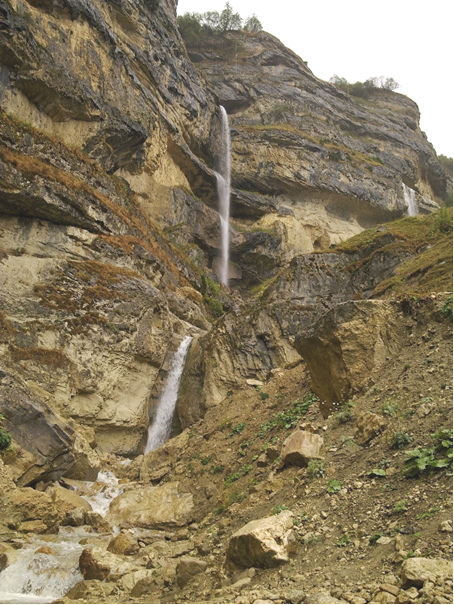
Водопад Лаза

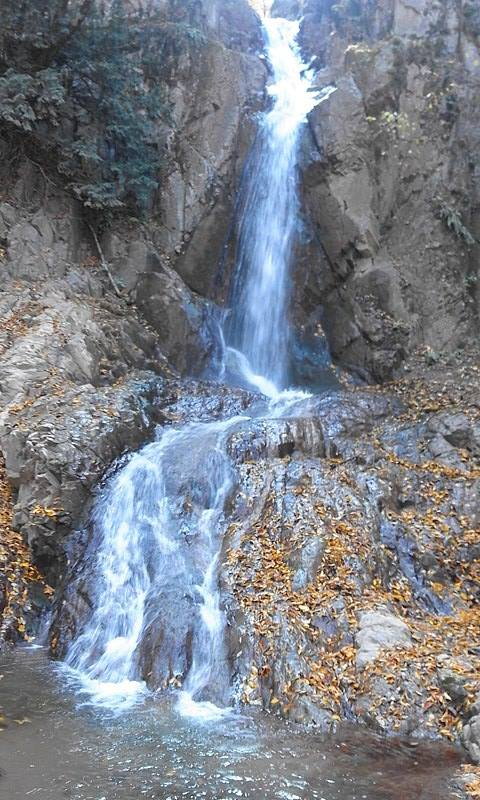
Водопад Джалаладин. Один из 8 водопадов каскада Абдал

Водопад Семь Красавиц находится вблизи города Габала, на расстоянии 3 км от деревни Вандам. Водопад состоит из 7 каскадов различных высот, исходя из чего, и появилось название «7 Красавиц». До четвёртого каскада вдоль водопада протянута лестница.

### Рам-рама
Водопад Рам-Рама расположен в селении Илису Гахского района. Рам-рама является самым высоким водопадом на территории Азербайджана. Высота достигает 75 метров.

### Мамырлы
Водопад Мамырлы располагается в селе Лекит Гахского района. Название водопада в переводе означает «Мшистый» и связано с многолетним процессом зарастания водопада зелёным мхом. Водопад располагается на высоте 550 метров над уровнем моря. Высота самого водопада достигает 15 метров при ширине 30 метров. С 5 августа 2006 года, решением кабинета министров Азербайджана, водопад Мамырлы является Гахским природным памятником и находится под защитой государства.

### Пазмар
Водопад Пазмари располагается на реке Айичинлыг, расположенной на высоте 3707 метров над уровнем моря, в Ордубадском районе Нахичеванской Автономной Республики. Вода водопада включает в свой состав гидрокарбонаты, кальций и минералы. Высота водопада достигает 16 метров. Водопад Пазмари является одним из самых больших водопадов Нахичевани и обладает высокой кинетической энергией.

### Катехчай
Водопад Катехчай находится в Балакенском районе. Данный водопад входит в 10 водопадов, расположенных на территории Закатальского заповедника. Высота водопада достигает 20 метров.
Согласно экспертной оценке, водопад обладает энергетическим ресурсом, способным обеспечить электричеством целый район, при налаживании станции по добыче энергии.

### Афурджа
Афурджа расположен на территории Губинского района близ села Афурджа, на реке Вельвеличай. Высота водопада достигает 70 метров. Водопад Афурджа относится к природным памятникам Азербайджана и охраняется властями.

### Лаза
Название водопада происходит от села Лаза в Гусарском районе, на территории которого он и расположен. Село расположено на высоте около 1700 метров над уровнем моря, на северо-востоке горной цепи Большого Кавказа. В селе Лаза, у подножья горы Шах Яйлаг расположены около 10 водопадов.

### Такдам
Водопад Такдам располагается на территории Ярдымлинского района. Высота водопада достигает 34 метров.

### Галабин
Водопад Галабин располагается на пике Талишских гор в одноимённом селе Лерикского района. Водопад располагается на высоте 1000 метров над уровнем моря, и имеет высоту 65-70 метров.

### Каскад Абдал
На одноимённой реке Абдал, протекающей через Товузский район, расположен каскад водопадов Абдал. Каскад водопадов Абдал включает в себя 8 водопадов различных высот. Основные два водопада имеют высоты 20 и 15 метров. Официально каждый отдельный водопад не носит имени, однако, первооткрыватель водопадов назвал первый в каскаде водопад Джалаладином, а последний Солтаном. Водопад, по решению Министерства экологии и природных ресурсов Азербайджана, является природным памятником.